# Araecerini
Tribu
Les Araecerini sont une tribu d'insectes coléoptères de la famille des Anthribidae, de la sous-famille des Choraginae.

## Liste des genres
Selon ITIS :
- genre Acaromimus Jordan, 1907
- genre Araecerus Schoenherr, 1823
- genre Habroxenus Valentine, 1998
- genre Neoxenus Valentine, 1998